# Gottlieb Burckhardt
Johann Gottlieb Burckhardt (ur. 24 grudnia 1836 w Bazylei, zm. 6 lutego 1907 tamże) – szwajcarski lekarz psychiatra. Pionier psychochirurgii. W 1891 roku dokonał wycięcia części kory mózgowej u sześciu pacjentów chorych psychicznie. W 1882 roku został dyrektorem zakładu dla chorych umysłowo w Marin.
Syn lekarza Augusta Burckhardta (1809–1894) i Kathariny z domu Jacot (1810–1843). Studiował medycynę w Bazylei, Getyndze i Berlinie.
Tytuł doktora medycyny otrzymał w 1860 roku w Bazylei. W 1862 habilitował się i został Privatdozentem na Uniwersytecie Bazylejskim. W 1864 roku z powodu gruźlicy płuc porzucił praktykę. W 1866 roku powrócił do Bazylei. Od 1876 wykładał choroby psychiczne na Uniwersytecie w Bernie.

## Prace
- Ueber den Bau und das Verhalten des Epithelium der ableitenden Harnwege in normalen und pathologischen Zuständen. Berlin: Reimer, 1859
- Die physiologische Diagnostik der Nervenkrankheiten: Versuch einer Feststellung der Leistungs- und Zuckungsverhältnisse im Nervensystem des gesunden und kranken Menschen. Leipzig: W. Engelmann, 1875
- Die Lehre von den functionellen Centren des Gehirns und ihre Beziehung zur Psychologie und Psychiatrie. Allgemeine Zeitschrift für Psychiatrie 33, ss. 434–454, 1877
- „Ueber Sehnenreflexe”. W: Festschrift dem Andenken Albrechts von Haller dargebracht von den Aerzten der Schweiz am 12. Dezember 1877. Bern, 1877
- Beobachtungen über die Temperaturen Geisteskranker[1]. 1878
- Gemeine Rachsucht, unerlaubte Selbsthilfe oder Wahnsinn? Ein psychiatrisches Gutachten. Vierteljahrsschrift fiir gerichtliche Medizin 21, ss. 235–251, 1879
- Ein Fall von Brandstiftung; psychiatrisches Gutachten. Correspondenz-Blatt für Schweizer Aerzte 11, ss. 577–586, 1881
- Die Mikrotomie des frischen Gehirns. Centralblatt für die medicinischen Wissenschaften 19 (29), 1881
- Ueber Gehirnbewegungen. Mittheilungen der Naturforschenden Gesellschaft in Bern ss. 35–97, 1881
- Ein Fall von Worttaubheit. Correspondenz-Blatt für Schweizer Aerzte 12, ss. 673–682, 1882
- Contribution à l'étude de l'hystérie traumatique. Revue médicale de la Suisse romande 6, ss. 735–746, 1886
- Un cas de tumeur de la couche optique et du lobe temporal. Revue médicale de la Suisse romande 8, ss. 727–740, 1888
- Weitere Mittheilungen über Gefassbewegungen. Theoretisches und Praktisches[2]. 1888
- Ueber Rindenexcisionen, als Beitrag zur operativen Therapie der Psychosen. Allgemeine Zeitschift für Psychiatrie 47, ss. 463–548, 1891
- Zur Frage der Schräg-oder Steilschrift. Zeitschrift für orthopädische Chirurgie 2, ss. 1–22, 1892